# José Antonio Llorente
José Antonio Llorente (Madrid, 1 de desembre de 1960 - 31 de desembre de 2023) fou un periodista i consultor en comunicació espanyol, cofundador i president de la consultoria LLYC (abans Llorente y Cuenca).